# BLiSTAR
BLiSTAR（ブリスター）は日本のガールズバンドである。

## 略歴
- 2002年10月、MAYUとF チョッパー KOGAを中心にバンドTHE PINK☆PANDA（ザ・ピンク・パンダ）を結成。
- 2003年9月、NANA-A、RINAがそれぞれ加入。
- 2008年4月29日、NAONのYAONに出演。
- 2008年11月、THE PINK☆PANDAとしての活動を終了。
- 2009年3月3日、ベースのFチョッパーKOGAの脱退を発表。
- 2009年11月18日、BLiSTARと改名してメジャーデビュー。
- 2011年6月1日、MAYUの入籍と妊娠、そしてバンド活動を一旦休止することを発表。

## メンバー
- MAYU（マユ、7月8日、O型・静岡県出身）ボーカル。
- RINA（リナ、11月22日、A型・千葉県出身）ギター。
- NANA-A（ナナエ、7月11日、O型・神奈川県出身）ドラム。

旧メンバー
- F チョッパー KOGA（エフチョッパーコガ、12月22日）ベース。
- NON（ノン）キーボード。

## ディスコグラフィー

### シングル
- DOGSTAR（2006年11月15日）
- 僕たちの卒業（2007年04月25日）
- Wake Up（2007年09月26日）
- 東京稲妻（2010年08月4日）BLiSTARの1stシングル

### アルバム
- PANDA（2004年6月23日）ミニアルバム
- Pxx & Axx（2006年8月30日）
- THE PINK☆PANDA 2004-2008（2008年10月8日）TOWER RECORDS限定販売
- B（2009年11月18日）BLiSTARとしてのデビューミニアルバム
- BLiSTAR ROCKIN'COVERS ～Rock&Sexy～（2011年3月6日）BLiSTARの2ndミニアルバム

### DVD
- PANDA for all,all for PANDA（2006年3月29日）

## タイアップ一覧
| 起用年  | 曲名               | タイアップ                                              |
| ------- | ------------------ | ------------------------------------------------------- |
| BLiSTAR |                    |                                                         |
| 2009年  | Oh my friend       | OAD『少女ファイト』エンディングテーマ                   |
| 2009年  | パラレル・ワールド | OAD『少女ファイト』挿入歌                               |
| 2009年  | Necessity          | 首都圏トライアングル『フットサル365』オープニングテーマ |

## ヘビーローテーション/パワープレイ

### テレビ
| 起用年  | 曲名               | ヘビーローテーション/パワープレイ                |
| ------- | ------------------ | ------------------------------------------------ |
| BLiSTAR |                    |                                                  |
| 2009年  | パラレル・ワールド | 日本テレビ系『音楽戦士 MUSIC FIGHTER』POWER PLAY |
| 2010年  | 東京稲妻           | 日本テレビ系『ハッピーMusic』POWER PLAY          |
| 2010年  | 東京稲妻           | 日本テレビ系『音龍門』DRAGON PUSH ARTIST #029    |